# Iran na Mistrzostwach Świata w Lekkoatletyce 2011
Iran na Mistrzostwach Świata w Lekkoatletyce 2011 był reprezentowany przez 7 zawodników.

## Wyniki reprezentantów Iranu

### Mężczyźni

#### Konkurencje biegowe
| Konkurencja | Zawodnik     | Eliminacje | Eliminacje | Półfinał     | Półfinał | Finał    | Finał   |
| Konkurencja | Zawodnik     | Rezultat   | Pozycja    | Rezultat     | Pozycja  | Rezultat | Pozycja |
| ----------- | ------------ | ---------- | ---------- | ------------ | -------- | -------- | ------- |
| 800 m       | Sajad Moradi | 1:46.39    | 11. Q      | 1:46.17 (SB) | 14.      |          |         |

#### Konkurencje techniczne
| Konkurencja    | Zawodnik        | Eliminacje | Eliminacje | Finał        | Finał   |
| Konkurencja    | Zawodnik        | Rezultat   | Pozycja    | Rezultat     | Pozycja |
| -------------- | --------------- | ---------- | ---------- | ------------ | ------- |
| Pchnięcie kulą | Amin Nikfar     | 19,18 m    | 24.        |              |         |
| Rzut dyskiem   | Ehsan Hadadi    | 65,21 m    | 2. Q       | 66,08 m (SB) | 3.      |
| Rzut dyskiem   | Mohammad Samimi | 61,10 m    | 22.        |              |         |
| Rzut młotem    | Kaveh Mosavi    | 68,01 m    | 31.        |              |         |
| Dziesięciobój  | Hadi Sepehrzad  |            |            | DNF          | DNF     |

### Kobiety

#### Konkurencje biegowe
| Konkurencja | Zawodnik     | Eliminacje | Eliminacje | Półfinał | Półfinał | Finał    | Finał   |
| Konkurencja | Zawodnik     | Rezultat   | Pozycja    | Rezultat | Pozycja  | Rezultat | Pozycja |
| ----------- | ------------ | ---------- | ---------- | -------- | -------- | -------- | ------- |
| 200 m       | Maryam Tousi | 24.17      | 33.        |          |          |          |         |